# Tales Along This Road
Tales Along This Road treći je studijski album finskog folk metal sastava Korpiklaani. Na Limited Edition i na japanskim izdanjima nalazi se i bonus pjesma "Free Like An Eagle".

## Lista pjesama
1. "Happy Little Boozer"  – 3:35
2. "Väkirauta"  – 3:44
3. "Midsummer Night"  – 3:27
4. "Tuli Kokko"  – 5:25
5. "Spring Dance"  – 3:05
6. "Under the Sun"  – 4:12
7. "Korpiklaani"  – 4:39
8. "Rise"  – 5:20
9. "Kirki"  – 4:23
10. "Hide Your Riches"  – 4:39